# GnuTLS
GnuTLS, GNU Transport Layer Security Library, es una implementación de software libre de los protocolos SSL y TLS. Su propósito es ofrecer una Interfaz de programación de aplicaciones o API (del inglés Application Programming Interface) para aplicaciones que permite usar el protocolo de comunicaciones seguras sobre la capa de transporte de red.

## Características
GnuTLS posee las siguientes características:
- Protocolos SSL 3.0, TLS 1.0, TLS 1.1 y TLS 1.2
- Secure remote password protocol (SRP) para autenticación TLS
- Clave compartida Pre-shared key (PSK) para autenticación TLS
- Mecanismos de Extensión TLS
- Compresión TLS
- Manejo de X.509 y certificados OpenPGP

## Licencia y motivación
GnuTLS está licenciado bajo GNU Lesser General Public License (LGPLv2.1+); algunas partes están licenciadas bajo la GNU General Public License.
GnuTLS fue inicialmente creado para soportar las aplicaciones del proyecto GNU, para usar protocolos seguros como TLS. Sin embargo, OpenSSL ya existía, pero la licencia de OpenSSL no es compatible con la GPL, por lo tanto todo software bajo la licencia GPL no puede usarlo.
GnuTLS es usado en software como GNOME, OpenLDAP, CenterIM, Exim, Mutt, Slrn, Lynx, CUPS y gnoMint.